# Cantone di Apt
Il Cantone di Apt è una divisione amministrativa dell'arrondissement di Apt.
A seguito della riforma complessiva dei cantoni del 2014 è passato da 13 a 27 comuni.

## Composizione
Prima della riforma del 2014 comprendeva i comuni di:
- Apt
- Auribeau
- Caseneuve
- Castellet
- Gargas
- Gignac
- Lagarde-d'Apt
- Rustrel
- Saignon
- Saint-Martin-de-Castillon
- Saint-Saturnin-lès-Apt
- Viens
- Villars

Dal 2015 comprende i comuni di:
- Apt
- Auribeau
- Beaumettes
- Bonnieux
- Buoux
- Caseneuve
- Castellet
- Gargas
- Gignac
- Gordes
- Goult
- Joucas
- Lacoste
- Lagarde-d'Apt
- Lioux
- Ménerbes
- Murs
- Oppède
- Roussillon
- Rustrel
- Saignon
- Saint-Martin-de-Castillon
- Saint-Pantaléon
- Saint-Saturnin-lès-Apt
- Sivergues
- Viens
- Villars